# Чертоганов, Александр Юрьевич
Алекса́ндр Ю́рьевич Чертога́нов (азерб. Aleksandr Çertoqanov; укр. Олександр Юрійович Чертоганов; 8 февраля 1980, Днепропетровск, Украинская ССР, СССР) — украинский и азербайджанский футболист, полузащитник.

## Клубная карьера
Воспитанник днепропетровской футбольной школы «Днепр-75». Первый тренер — В. С. Мусиенко, воспитавший таких известных футболистов как: Владимир Геращенко, Андрей Сидельников, Сергей Перхун, Александр Рыкун, Виталий Рева и другие. Профессиональную футбольную карьеру начал в 19 лет.
В разные годы выступал за украинские клубы «Торпедо» из города Запорожье (провел 1 игру в кубке Украины), МФК «Николаев», «Спартак» из Ивано-Франковска. В общей сложности провел Первой украинской лиге 100 матчей.
С сезона 2004/2005 переехал в Азербайджан, где стал выступать в местном чемпионате за команды: «Баку» и «Нефтчи», Симург, Интер, Габалу,  а с 2013 года за ФК Сумгаит. В 2005 году принял подданство Азербайджана.
В июле 2005 года Александр Чертоганов дебютировал в Лиге чемпионов: «Нефтчи» дважды переиграл исландскую команду «Хабнарфьордюр» — 2:0 и 2:1. В следующих двух встречах с «Андерлехтом» не играл, так как в ответном матче с «Хабнарфьордюром» был удалён с поля на 43-й минуте. В еврокубковых клубных турнирах под эгидой УЕФА провёл 17 матчей.
Зимой 2014 года из-за проблем с травмой спины, мог завершить футбольную карьеру, но сумел восстановиться.

## Студенческая сборная Украины
В составе студенческой сборной Украины участвовал в футбольном турнире Всемирной Универсиады 2003 года в южнокорейском Тэгу.

## Сборная Азербайджана
Первую игру в составе сборной Азербайджана провёл 2 сентября 2006 года в Белграде, в рамках отборочных матчей чемпионата Европы 2008 года против сборной Сербии, в той игре сборная Азербайджана уступила со счётом 0:1. Чертоганов, выступавший под № 22, провёл на поле весь матч. Последний матч в составе сборной Азербайджана провёл 16 октября 2012 года против сборной России.
В общей сложности провёл в составе сборной Азербайджана 54 игры (по состоянию на октябрь 2014 года).

## Достижения
«Баку»
- Победитель Кубка Азербайджана: 2004/05[1]

«Нефтчи»
- Серебряный призёр чемпионата Азербайджана: 2006/07
- Бронзовый призёр чемпионата Азербайджана: 2005/06, 2007/08
- Победитель Кубка чемпионов Содружества: 2006

«Интер» (Баку)
- Чемпион Азербайджана: 2009/10

## Семья
Мама — Чертоганова Надежда Николаевна, отец — Чертоганов Юрий Владимирович и брат Сергей.

## Образование
Закончил Днепропетровский национальный университет железнодорожного транспорта.

## О ситуации на Украине
Обидно смотреть на такое, когда люди идут друг против друга и так ненавистны. Очень переживаю за всех простых людей. Мне чуждо насилие. Не хочу, что бы Украина распалась, это же станет катастрофой. Верю в украинцев, что они смогут найти взаимопонимание.— Александр Чертоганов, «Sports.ru». 5 февраля 2014 года.